# Andreas Ryff

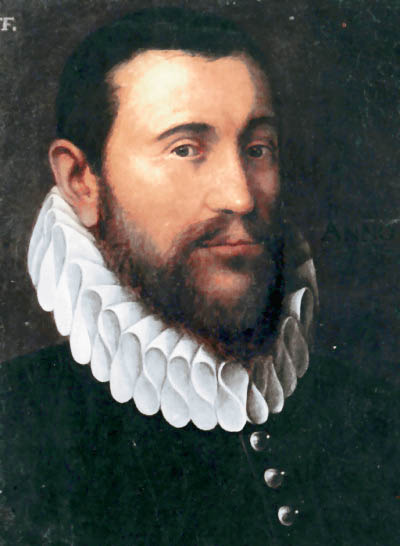
Andreas Ryff

Andreas Ryff (* 13. Februar 1550 in Basel; † 18. August 1603 ebenda) war ein Schweizer Kaufmann und Staatsmann der Frühen Neuzeit.

## Werdegang

### Jugend
Andreas Ryff, Sohn von Diepold Ryff und Margarete Uelin, besuchte mit acht Jahren die Lateinschule und erhielt Privatunterricht. In seiner Freizeit handelte der Knabe mit gefärbten Federn und Schnüren. Mit zehn Jahren, 1560, ging er für drei Jahre nach Genf, wo er eine Lateinschule besuchen sollte, doch als der Vater erkannte, dass Andreas mehr dem Handel als dem akademischen Studium zuneigte, schickte er ihn zu einem Gewürzkrämer in die Lehre. In Genf wurde Andreas vom reformierten Glauben geprägt, wovon die vielen Gotteslobe in seiner Biografie zeugen. 1563 kehrte er nach Basel zurück und besuchte wieder die Lateinschule. Ab Ostern 1564 erhielt er zusätzlich Unterricht in Mathematik. Im gleichen Jahr kostete die Pest vier seiner Geschwister das Leben, und auch Andreas blieb vor der Seuche nicht verschont. 1565–69 machte Ryff eine kaufmännische Lehre in Pruntrut und Strassburg.

### Tätigkeit als Kaufmann
Nach Lehrende übernahm Ryff das väterliche Geschäft in Basel, etablierte sich als Tuchhändler und wurde 1573 Vertreter eines grossen Antwerpener Tuchgeschäfts. 1574 heiratete er Margaretha Imhof, die Witwe seines Freundes Andreas Imhof, die fünf Kinder in die Ehe brachte. Über die Erbschaft seiner Frau kam er zu einem Seidengeschäft und zur Beteiligung an einem Silberbergwerk.

### Tätigkeit als Staatsmann

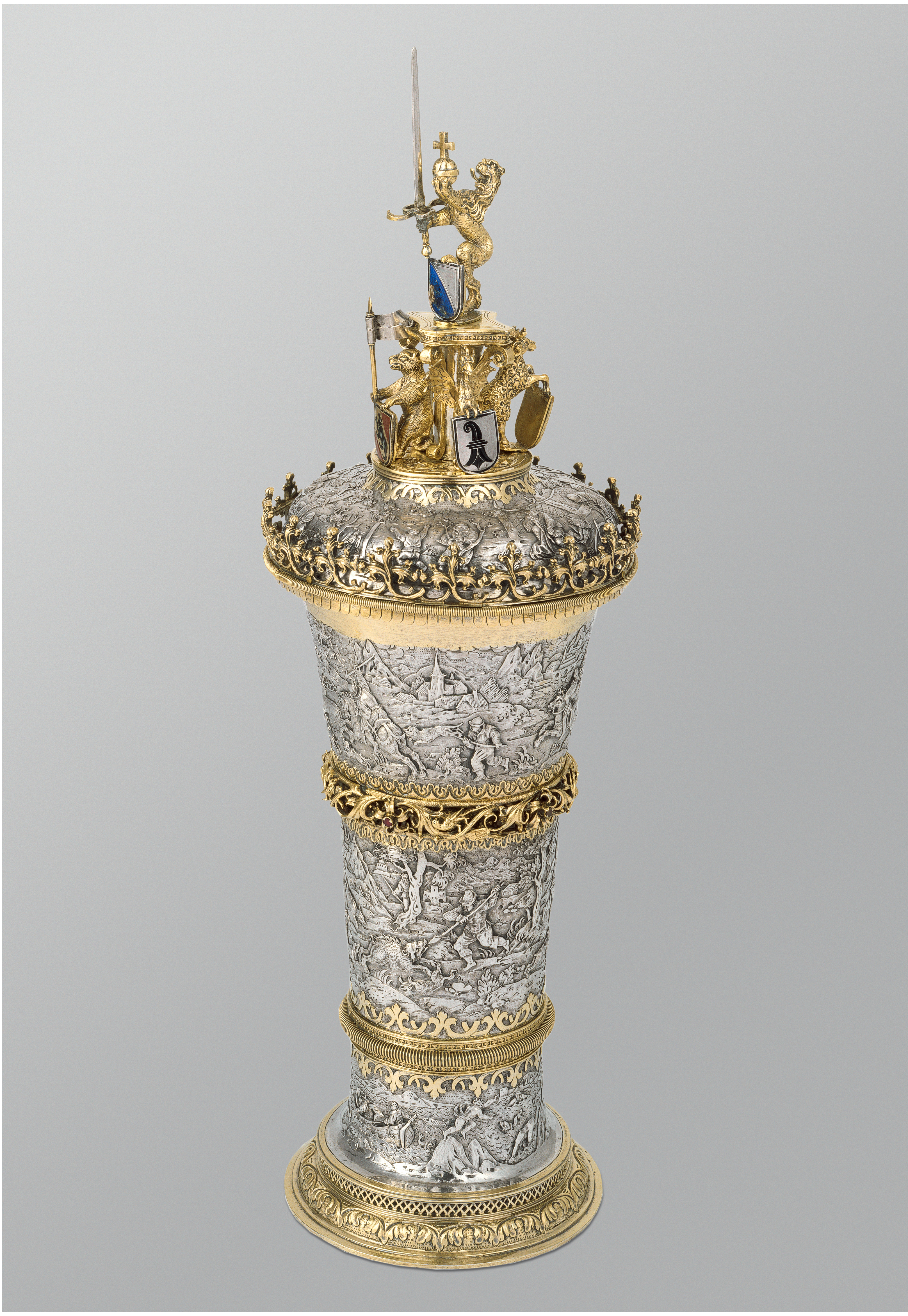
Ehrenbecher des Andreas Ryff, 1603 (Historisches Museum Basel)

Neben seiner Betätigung als Kaufmann war Andreas Ryff auch in der Politik aktiv. 1591 wurde er in den Basler Kleinen Rat gewählt. Ab 1596 übte er als Deputat die Aufsicht über die Kirche, die Schule und die Universität seiner Vaterstadt aus. Ab 1600 war er Dreizehner-, Bau- und Dreierherr sowie Inhaber zahlreicher weiterer Ämter. Als Kommandant im Rappenkrieg 1594 setzte sich Ryff entscheidend zur Lösung des Konflikts zwischen der Stadt und den Untertanen der Landschaft ein. Er vertrat Basel auch auf der eidgenössischen Tagsatzung und in vielen Gesandtschaften, unter anderem im von 1593 bis 1603 dauernden Konflikt zwischen Genf und Savoyen.

## Literarisches Werk
Ryff verfasste mehrere kulturhistorische Werke, die erst im 19. und 20. Jahrhundert gedruckt wurden:
- Der Rappenkrieg (verfasst 1594)
- Münz- und Mineralienbuch, eine Beschreibung seines Münz- und Medaillenkabinetts (verfasst 1594)
- Zirkel der Eidgenossenschaft, eine Darstellung der Geschichte und Verfassungen der Eidgenossenschaft und der eidgenössischen Orte (verfasst 1597)
- Reisebüchlein, ein Verzeichnis aller Reisen, die er als Kaufmann und als Politiker tätigte (verfasst 1600)
- Autobiographie (bis 1574)

Editionen:
- Ryffs Autobiographie. Herausgegeben und eingeleitet von Andreas Heusler. In: Basler Beiträge zur vaterländischen Geschichte, Bd. 9 (1870), S. 37–121 (Digitalisat in E-Periodica).
- Briefe des Andreas Ryff aus dem Rappenkriege an den Bürgermeister Ulrich Schulthess, an die Dreizehn und an den Rath zu Basel: Liestal, 13.–23. Mai 1594. In: Basler Beiträge zur vaterländischen Geschichte, Bd. 9 (1870), S. 122–165 (Digitalisat in E-Periodica).
- Liber Legationum. Herausgegeben und eingeleitet von Friedrich Meyer. In: Basler Zeitschrift für Geschichte und Altertumskunde, Bd. 58–59 (1959), S. 5–109 (Digitalisat in E-Periodica).
- Reisebüchlein. Herausgegeben und eingeleitet von Friedrich Meyer, mit einem Beitrag von Elisabeth Landolt. In: Basler Zeitschrift für Geschichte und Altertumskunde, Bd. 72 (1972), S. 5–135 (Digitalisat in E-Periodica).
- Der Rappenkrieg. Herausgegeben und eingeleitet von Friedrich Meyer. In: Basler Zeitschrift für Geschichte und Altertumskunde, Bd. 66 (1966), S. 5–131 (Digitalisat in E-Periodica).